# Ісакіас Кейрос
Іса́кіас Ке́йрос дос Са́нтос (порт. Isaquias Queiroz dos Santos) — бразильський спортсмен-веслувальник, що спеціалізується на спринті. На змаганнях виступає з 2005 року. Трикратний призер Олімпійських ігор 2016, трикратний чемпіон світу, двократний чемпіон Панамериканських ігор 2015.
Кейрос зазнав у своєму житті чимало пригод, деякі з котрих могли закінчитися трагічно. У ранньому дитинстві, ледь навчившись ходити, він облився окропом і пролежав місяць у лікарні. У віці 5 років був викрадений і відданий на виховання іншим людям, перш ніж його повернули матері. Ще через п'ять років він впав з дерева, намагаючися спіймати там змію, і дитині мусили видалити одну нирку. У підлітстві, нарізаючи кокосовий горіх для традиційної бразильської страви «Кіндин», він втратив дистальну фалангу лівого підмізинного пальця.

## Кар'єра
У 2013 році Ісакіас Кейрос виграв бронзову медаль на Чемпіонаті світу з веслування на байдарках і каное в Дуйсбурзі (каное-одиночки 1 000 м), ставши першим бразильцем-медалістом на цьому Чемпіонаті. Двічі ставав чемпіоном світу на змаганнях у Дуйсбурзі (2013) і Москві (2014). Разом з Ерлоном Сілва завоював золоті медалі у змаганнях каное-двійок на дистанції 1000 м у Мілані (2015).
Під час Олімпіади 2016 у Ріо-де-Жанейро Ісакіас Кейрос виграв одразу три медалі: дві срібляних (каное-одиночки, 1000 м і каное-двійки, 1000 м) і одну бронзову (каное-одиночки, 200 м). У першому змаганні він поступився місцем лише німцю Себастьяну Бренделю. Два дні по тому він здобув бронзову медаль у змаганнях одиночок на 200 м, поступившись Юрію Чебану і Валентину Дем'яненку. Разом з Ерлоном Сілва виграв другу срібляну медаль у перегонах двійок на дистанції 1000 м.

## Виступи на Олімпіадах
| Олімпіада           | Дисципліна                  | Місце |
| ------------------- | --------------------------- | ----- |
| Ріо-де-Жанейро 2016 | каное-одиночки, 200 метрів  | 3     |
| Ріо-де-Жанейро 2016 | каное-одиночки, 1000 метрів | 2     |
| Ріо-де-Жанейро 2016 | каное-двійки, 1000 метрів   | 2     |
| Токіо 2020          | каное-одиночки, 1000 метрів | 1     |
| Токіо 2020          | каное-двійки, 1000 метрів   | 4     |
| Париж 2024          | каное-одиночки, 1000 метрів | 2     |
| Париж 2024          | каное-двійки, 500 метрів    | 8     |